# Улица Генерала Масленникова (Владикавказ)
Улица Генерала Масленникова — улица во Владикавказе, Северная Осетия, Россия. Улица располагается в Промышленном муниципальном округе Владикавказа. Начинается от Тимирязевского переулка и заканчивается улицей Маркуса.
На улице Генерала Масленникова заканчивается улица Революции.
Улица названа именем советского военачальника, героя Советского Союза Ивана Ивановича Масленникова.
Образовалась во второй половине XIX века и впервые была отмечена в списке улиц Владикавказа от 1891 года как Красивая улица. Упоминается под этим же названием в Перечне улиц, площадей и переулков от 1925 года.
3 марта 1981 года Красивая улица была переименована в улицу Генерала Масленникова.

## Достопримечательности
Объекты культурного наследия
- д. 4/ Революции, 76 — памятник истории. Дом, где в 1959—1981 гг. жил и умер военачальник, генерал-майор Алексей Кириллович Кесаев[2];
- д. 7 — памятник истории. Дом Казбека Саввича Бутаева[2];
- д. 9 — памятник истории. Дом, где проживал кавказовед и общественный деятель Борис Васильевич Скитский. Памятник истории и культуры Северной Осетии[3][2];

Другие объекты
- Детский парк имени Жуковского — памятник природы[4].